# Kleefstra-Syndrom
Das Kleefstra-Syndrom (Deletions-Syndrom 9q34.3) ist eine sehr seltene, zu den chromosomalen Deletionssyndromen gehörende angeborene Erkrankung mit den Hauptmerkmalen Geistige Behinderung, Gesichtsdysmorphie, Muskelhypotonie und weitere Auffälligkeiten.
Synonyme sind: Kleefstra-Syndrom durch Mikrodeletion 9q34; Kleefstra-Syndrom durch Punktmutationen
Die Bezeichnung bezieht sich auf den Erstautoren der Erstbeschreibung aus dem Jahre 2009 durch die niederländische Humangenetikerin Tjitske Kleefstra und Mitarbeiter.

## Verbreitung
Die Häufigkeit ist nicht bekannt, bislang wurde über 114 Betroffene berichtet. Die Vererbung erfolgt autosomal-dominant.

## Ursache
Der Erkrankung liegen entweder Punktmutationen im EHMT1-Gen oder häufiger Mikrodeletionen auf Chromosom 9 Genort q34.3 zugrunde, das für die euchromatische Histon-Lysin-N-Methyltransferase 1 kodiert.

## Klinische Erscheinungen
Klinische Kriterien sind:
- Manifestation im Neugeborenen- bis Kleinkindesalter
- Gesichtsauffälligkeiten mit Brachy-, Mikrozephalie, Mittelgesichtshypoplasie, abnormale Augenbrauen und Oberlippe, Progenie und vorstehende Zunge.
- Zahnfehlstellungen
- Muskelhypotonie mit Entwicklungsverzögerung
- Geistige Behinderung
- angeborene Herzfehler, Nierenfehlbildungen, Epilepsie, Schwerhörigkeit, Übergewicht

## Differentialdiagnose
Abzugrenzen sind das Down-, das Pitt-Hopkins-, das Smith-Magenis-, das Rett- und das Mikrodeletionssyndrom 2q23.1.